# Schatra

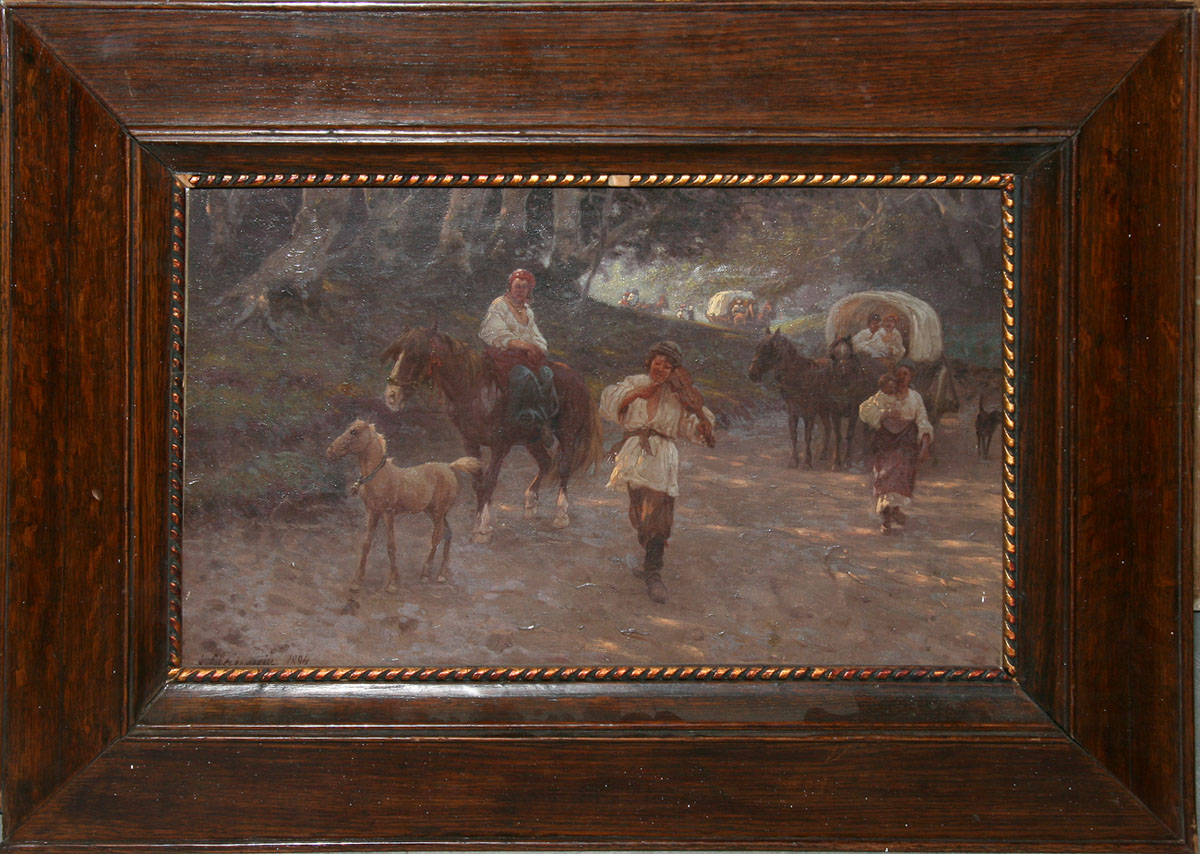
Schatra, Gemälde von Alexander Alexandrowitsch Swedomski, 1890er Jahre

Eine Schatra (rumänisch șatră) bezeichnet im Rumänischen, im Vlax-Romani und im Deutschen der Rumäniendeutschen eine Gruppe von Roma. Das Wort leitet sich ab von Ungarisch sátor, was Zelt bedeutet. Ursprünglich war damit eine Gruppe von nomadisierenden Roma gemeint, die eine feste Gruppe bilden und immer einen gemeinsamen Zeltplatz aufschlagen. Heute, wo es praktisch keine nomadisierenden Roma mehr gibt, versteht man unter einer Schatra die kleinste Gruppe im Clansystem, die meist aus mehreren Großfamilien besteht, die an einem Ort oder einem Stadtviertel zusammenleben und von einem Bulibascha (Ältesten, Clanvorsteher) angeführt wird. Schatra kann aber auch einfach so ein Viertel bezeichnen, wo vermehrt oder hauptsächlich traditionelle Roma in meist ärmlichen Verhältnissen wohnen. In dieser zweiten Bedeutung ist es ein eher abwertender Begriff für eine heruntergekommene Wellblechhüttensiedlung am Ortsrand. Leben mehrere Roma in einem Viertel zusammen, aber in normalen Ziegelhäusern, spricht man meist nicht mehr von einer Schatra, sondern sagt einfach Ziganie (rum.: țigănie), also Romaviertel.
Ein bedeutungsähnlicher Begriff ist das aus dem Türkischen bzw. Arabischen stammende Wort mahala (siehe: Machalla), das vor allem im Süden von Rumänien verwendet wird. Im Rumänischen bedeutet es abfällig Stadtrand bzw. heruntergekommene Siedlung an der Peripherie.
Der sowjetische Film Das Zigeunerlager zieht in den Himmel aus dem Jahr 1975, der in Rumänien zu einem Kultfilm geworden ist und bei Roma wie Nicht-Roma nach wie vor bekannt und beliebt ist, heißt auf Rumänisch einfach nur Șatră, oder in der Langform „O șatră urcă la cer“ (Übersetzt: Eine Schatra steigt auf in den Himmel).